# Carrizalito, El Porvenir
Carrizalito är en ort i Mexiko.   Den ligger i kommunen El Porvenir och delstaten Chiapas, i den sydöstra delen av landet, 900 km sydost om huvudstaden Mexico City. Carrizalito ligger 1 901 meter över havet och antalet invånare är 167.
Terrängen runt Carrizalito är varierad. Runt Carrizalito är det ganska tätbefolkat, med 179 invånare per kvadratkilometer. Närmaste större samhälle är Motozintla de Mendoza, 8,6 km söder om Carrizalito. I omgivningarna runt Carrizalito växer huvudsakligen savannskog.